# Polště
Polště (en allemand : Poschen) est une commune du district de Jindřichův Hradec, dans la région de Bohême-du-Sud, en République tchèque. Sa population s'élevait à 114 habitants en 2020.

## Géographie
Polště se trouve à 8 km au sud-ouest du centre de Jindřichův Hradec, à 36 km au nord-est de České Budějovice et à 114 km au sud-sud-est de Prague.
La commune est limitée par Roseč au nord, par Jindřichův Hradec à l'est, par Vydří et Plavsko au sud, et par Hatín à l'ouest.

## Histoire
La première mention écrite du village date de 1389.

## Source
- (cs) Cet article est partiellement ou en totalité issu de l’article de Wikipédia en tchèque intitulé « Polště » (voir la liste des auteurs).